# 塗山寺
塗山寺位於重慶市南岸區真武山，文物遺址年代為西漢-民國，1962年2月18日列為重慶市第一批文物古蹟保護單位。1987年1月23日列為重慶市第二批市級文物保護單位初定名單。1992年3月19日列為重慶市第二批市級文物保護單位。2000年9月7日列為第一批重慶市文物保護單位。